# Goya (metropolitana di Madrid)
Goya è una stazione delle linee 2 e 4 della metropolitana di Madrid.
Si trova sotto all'incrocio tra la Calle de Alcalá e la calle Goya, nel distretto di Salamanca.
La stazione prende il nome dal pittore spagnolo Francisco Goya. Sui muri del binario della linea 4 sono affisse copie di opere dell'artista.

## Storia
La stazione fu aperta al pubblico il 1924 in corrispondenza dell'inaugurazione della linea 2 tra Sol e Ventas. Nel 1932 la linea 2 si ramifica, poiché viene inaugurata una tratta che unisce le stazioni di Goya e Diego de León.
Nel 1944 fu inaugurata la linea 4 e la stazione di Goya ne diventa capolinea insieme alla stazione di Argüelles.
Nel 1958, una serie di lavori permisero l'unificazione alla linea 4 del tratto Goya-Diego de León.

## Accessi
Ingresso Conde de Peñalver
- Conde de Peñalver, pari Calle del Conde de Peñalver, 2 (angolo con Calle de Alcalá)

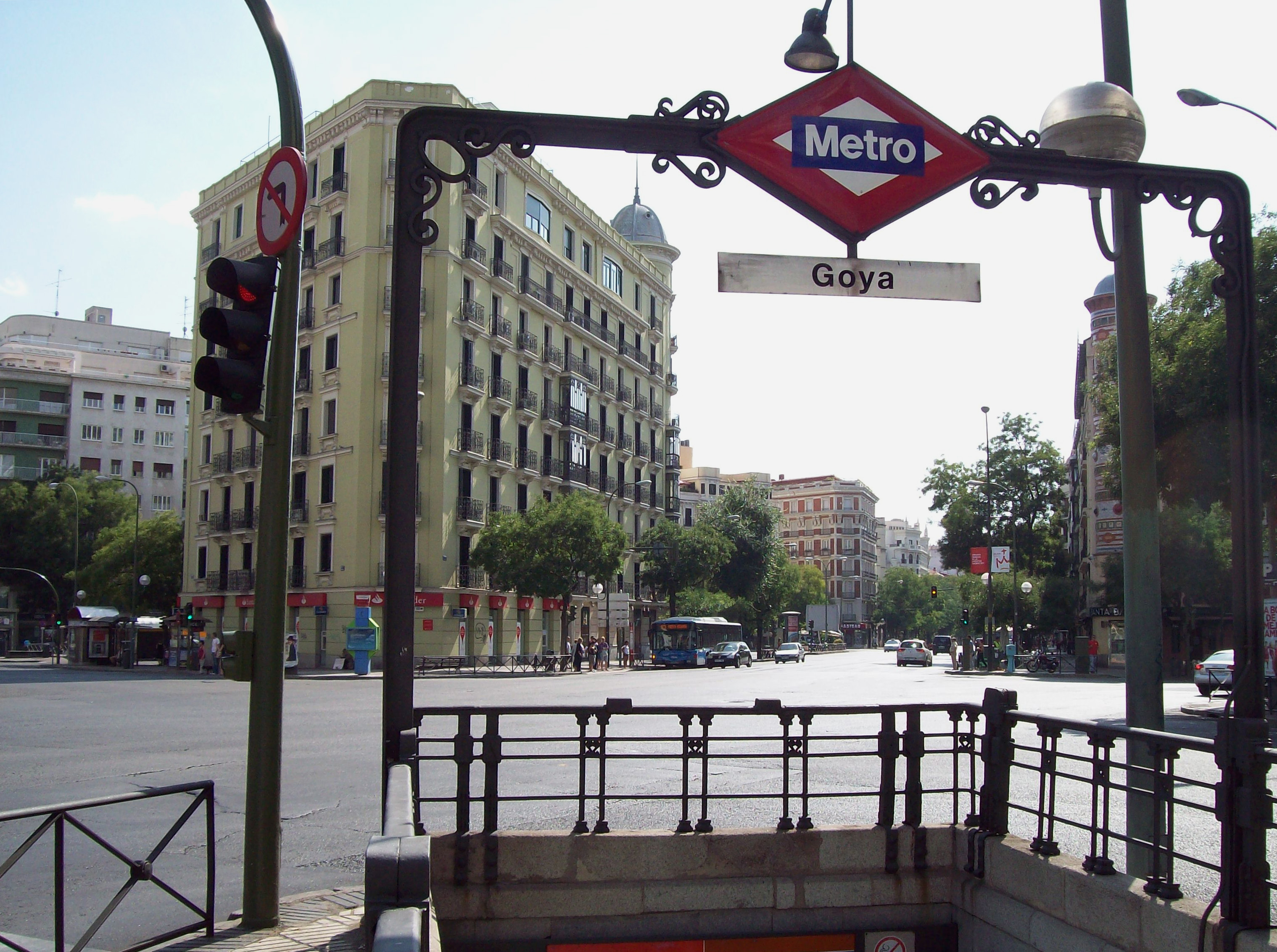
L'entrata di Calle Conde de Peñalver, 2

- Conde de Peñalver, dispari Calle de Goya, 89 (angolo con Calle del Conde de Peñalver 1)
- Ascensori 4 e 5 Calle de Goya, 87

Ingresso Felipe II
- Felipe II, pari Avenida de Felipe II, 12 (angolo con Calle de Narváez)
- Felipe II, dispari Avenida de Felipe II, 1 (angolo Calle de Narváez)
- Ascensori 2 e 3 Avenida de Felipe II, 1 (angolo con Calle de Alcalá)

Ingresso General Díaz Porlier
- Gral. Díaz Porlier Calle de Goya, 62 (angolo con Calle del General Díaz Porlier) aperto dalle 6:00 alle 21:40
- Centro commerciale Piano -2 del Centro Commerciale aperto dalle 10:00 alle 22:00
- Ascensore 1 Calle del General Díaz Porlier, 3